# Phiala bamenda
Phiala bamenda is een vlinder uit de familie van de Eupterotidae. De wetenschappelijke naam van de soort is voor het eerst voorgesteld door Embrik Strand in een publicatie uit 1911. Deze soort is voor het eerst is ontdekt in Bamenda en naar deze plaats vernoemd. 
De spanwijdte bedraagt ongeveer 55 millimeter.
De soort komt voor in Kameroen.